# Xanthorhoe alternata
Xanthorhoe alternata là một loài bướm đêm trong họ Geometridae.